# Ferme à vagues d'Aguçadoura
La ferme à vagues d'Aguçadoura a été la première ferme à vagues au monde. Elle était située à 5 km au large des côtes près de Póvoa de Varzim, au nord de Porto, au Portugal. La ferme comporte trois convertisseurs Pelamis convertissant l'énergie des vagues (mouvement des ondes de surface) de l'océan en électricité, pour un total de 2,25 MW puissance totale installée. La ferme a été inaugurée officiellement le 23 septembre 2008, par le ministre portugais de l'Économie,. La ferme à vague a été stoppée deux mois après son inauguration officielle en novembre 2008,.

## Machines Pelamis
Développée par la société écossaise Pelamis Wave Power, la machine Pelamis est composée de sections reliées qui se courbent et fléchissent les unes par rapport aux autres lorsque les vagues se déplacent le long de la structure. Ce mouvement auquel s'opposent des béliers hydrauliques, permet de pomper de l'huile à haute pression à travers des moteurs hydrauliques qui entraînent à leur tour des génératrices électriques. Les trois machines qui composent la ferme à vagues d'Aguçadoura ont chacune une puissance installée de 750 kW, soit une puissance maximale totale de 2,25 MW, assez pour répondre à la demande d'électricité moyenne de plus de 1 500 foyers portugais. La production moyenne d'une machine Pelamis dépend de la ressource en vagues dans une région donnée. Plus la ressource est élevée, plus la production moyenne sera élevée. Selon les informations sur le site web Pelamis, il semble que la puissance moyenne effective d'une machine à vagues Pelamis soit d'environ 150 kW.

## Déroulement du projet
Le projet a été conçu à l'origine par la société d'énergie renouvelable portugaise Enersis, qui a développé et financé le projet. Elle a ensuite été achetée par la société australienne d'infrastructure Babcock & Brown en décembre 2005. Au dernier trimestre 2008, la cotation des actions Babcock & Brown a été suspendue et ses actifs ont été mis en liquidation, y compris le projet Aguçadoura.
En novembre 2008, les machines Pelamis ont été ramenées au port de Leixões à cause d'un problème technique avec quelques-uns des roulements pour lesquels une solution a été trouvée. Toutefois, les machines sont restées hors service dans l'attente d'un nouveau partenaire pour la reprise des 77 % que détenait Babcock & Brown dans le projet. Il semble toutefois que cela soit peu probable, selon Pelamis « ces machines ne sont pas optimales » et les propriétaires essaient de les vendre. Pelamis concentre maintenant ses efforts sur leur nouvelle machine P2, qui est testée dans les Orcades en Écosse depuis 2010.

### Sources
- (en) Cet article est partiellement ou en totalité issu de l’article de Wikipédia en anglais intitulé « Aguçadoura Wave Farm » (voir la liste des auteurs).